# Болцано Вичентино
Болца̀но Вичентѝно (на италиански: Bolzano Vicentino; на венециански: Bolsàn, Болсан) е градче и община в Северна Италия, провинция Виченца, регион Венето. Разположено е на 44 m надморска височина. Населението на общината е 6542 души (към 2015 г.).